# Strophomenida
Ordre
Les Strophomenida sont un ordre fossile de Brachiopodes de la classe des Strophomenata.

## Systématique
Le nom valide complet (avec auteur) de ce taxon est Strophomenida Öpik, 1934, publié en 1934 par le paléontologue estonien Armin Aleksander Öpik (1898-1983).

## Fossiles
La Paleobiology Database (24 août 2023) recense 11 771 collections, du Blackhillsien de l'Ordovicien au Sévatien du Trias, soit de 478,6 au 205,6 Ma avant notre ère. 

## Liste des familles et genres non-classés
Selon la Paleobiology Database (24 août 2023) :
- super-famille des † Chonetoidea Bronn 1862
  - † Anopliidae Muir-Wood 1962
  - † Chonetidae Bronn 1862
  - † Chonostrophiidae Muir-Wood 1962
  - † Daviesiellidae Sokolskaja 1960
  - † Eodevonariidae Sokolskaja 1960
  - genre † Ogorella
  - † Rugosochonetidae Muir-Wood 1962
  - † Strophochonetidae Muir-Wood 1962
  - genre † Chonetacea Bronn 1862
- genre † Colletostracia Farrell 1992
- super-famille des † Fardenioidea Williams 1965
  - † Fardeniidae Williams 1965 [empty]
- genre † Forma
- genre † Gorystrophia
- genre † Lamcispinifera
- genre † Lapasnia
- super-famille des † Plectambonitoidea Jones 1928
  - † Aegiromenidae Havlicek 1961
  - † Allwynellidae Hints and Harper 2008
  - † Bimuriidae Cooper 1956
  - † Christianiidae Williams 1953
  - † Grorudiidae Cocks and Rong 1989
  - † Hesperomenidae Cooper 1956
  - † Leptellinidae Ulrich and Cooper 1936
  - † Leptestiidae Opik 1933
  - † Plectambonitidae Kozlowski 1929
  - † Sowerbyellidae Opik 1930
  - † Strophodontidae Caster 1939
  - † Syndielasmatidae Cooper 1956
  - † Taffiidae Schuchert and Cooper 1931
  - † Alwynellidae Hints and Harper 2008
  - genre † Paucicostella
  - genre † Plectambonitacea Jones 1928
  - † Tafflidae Schuchert and Cooper 1931
  - † Xenambonitidae Cooper 1956
- genre † Protogamginifera
- genre † Prototeguliferina Licharew 1960
- genre † Reticulatochonetes Bublichenko 1956
- super-famille des † Stropheodontoidea Caster 1939
  - † Stropheodontidae Caster 1939
- super-famille des † Strophomenoidea King 1846
  - † Amphistrophiidae Harper 1973
  - † Dicoelostrophiidae Wang and Rong 1986
  - † Douvillinidae Caster 1939
  - genre † Douvinella
  - † Eopholidostrophiidae Rong and Cocks 1994
  - † Foliomenidae Williams 1965
  - † Furcitellidae Williams 1965
  - † Glyptomenidae Williams 1965
  - genre † Idioglyptus Northrop 1939
  - † Leptaenoideidae Williams 1953
  - † Leptodontellidae Williams 1965
  - † Leptostrophiidae Caster 1939
  - genre † Playfairia Conrad 1839
  - † Rafinesquinidae Schuchert 1893
  - genre † Rhenostrophia Boucot 1960
  - † Shaleriidae Williams 1965
  - † Strophomenidae King 1846
  - † Strophonellidae Caster 1939
  - genre † Syntrophodonta Struve 1982
  - genre † Strophomenacea King 1846
  - genre † Strophomenidea King 1846
- genre † Subtransmena Strave 1981
- genre † Davidsoniacea King 1850
- genre † Martiniacea Waagen 1883
- † Pholidostrophidae Stainbrook 1943
- genre † Strophomenidina Opik 1934